# Tale of Tales (entreprise)
Pour les articles homonymes, voir Tale of Tales.
Tale of Tales est une entreprise belge de développement de jeux vidéo et d'économiseurs d'écrans. Fondée en 2002 par Auriea Harvey (Infographie et modélisation 3D) et Michael Samyn (Interaction, effets et programmation), qui travaillaient ensemble dans la création de site internet et l'art numérique sous le nom de Entropy8Zuper! depuis 1999. Ils sont installés à Gand, non loin de la Cathédrale Saint-Bavon, qu'ils considèrent comme une de leurs influences majeures. Le nom du studio est tiré du titre du recueil de conte de Giambattista Basile, Lo cunto de li cunti, dont "Tale of tales" est la traduction anglaise. Leur travail se focalise d'ailleurs sur la recréation de contes européens célèbres sous la forme de jeux d'aventures, chacun sous-titré "a tale of tales" et liés ensemble par la figure récurrente d'une petite fille sourde-muette et habillée de blanc. 

## Jeux vidéo

### Série principale
- 8 (2002-2009, en pause), inspiré de différentes variante du mythe de La Belle au bois dormant, notamment celle de Giambattista Basile, Sole, Luna, e Talia.
- The Path (2009), inspiré du Petit Chaperon rouge.
- Sunset (2014)

### Autres jeux
- Het Min en Meer Spel (Le jeu du "moins et plus", 2005), pour un album by Gerry De Mol et Eva De Roovere[4]
- The Endless Forest (2005), un jeu en ligne massivement multijoueur.
- The Kiss: Incorporator (2007), une commande du Museum van Hedendaagse Kunst Antwerpen[5]
- The Graveyard (2008)
- Fatale (2009)
- Vanitas (2010)
- Bientôt l'été (2012)
- LOCK, dans la Triennale Game Collection (2016)

### Économiseurs d'écrans
- Poussière sidérale (2003) basé sur un système de particules
- Vernanimalcula, une commande de la banque nationale de Belgique

### Sous le nom d'Entropy8Zuper!
- Eden.Garden (2001), commande du San Francisco Museum of Modern Art
- Wirefire (1999–2003)
- Al-Jahiz (2000), commande de Lifetime Television[Laquelle ?]
- B-O-X (2002)
- Sixteenpages.net (2000)
- skinonskinonskin (1999), présenté sur Hell.com
- The Godlove Museum (1999–2006)[6]